# Nephelium toong
Nephelium toong är en kinesträdsväxtart som beskrevs av Raoul & Sagot och Crevost & Lemarie. Nephelium toong ingår i släktet Nephelium och familjen kinesträdsväxter. Inga underarter finns listade i Catalogue of Life.